# Roberto Contreras
Roberto Contreiras (Saint Louis (Missouri), 12 december 1928 – Los Angeles, 18 juli 2000) was een Amerikaanse acteur.

## Biografie
Contreras begon zijn acteercarrière halverwege de jaren 1950. Als hispanic portretteerde hij vooral Mexicanen, vaak in het westerngenre. Zijn eerste filmrollen omvatten de vertolking van Carlos in The Beast of Hollow Mountain. Allereerst had hij dan meestal de kleinste bijrollen zonder naam in de aftiteling, onder meer in de films Looted Gold, The Magnificent Seven en Alvarez Kelly. Daarnaast speelde hij gastrollen in televisieseries als Maverick, Rawhide en The Rifleman. Hij werd pas in 1967 bekend bij het Amerikaanse televisiepubliek als Pedro in de westernserie The High Chaparral, een rol die hij tot 1971 speelde in 59 afleveringen. Na het einde van de serie bleef hij tot de jaren 1980 als gast optreden in verschillende serieformaten en had hij een kleine filmrol in onder andere Scarface. Hij stond driemaal voor de camera naast zijn zoon Luis Contreras, in Barbarosa van Fred Schepisi, in de actiefilm Blue City van Walter Hill en in Blood in, Blood out.

## Filmografie

### Film
- 1956: The Beast of Hollow Mountain
- 1958: The Badlanders
- 1959: The Miracle
- 1960: The Magnificent Seven
- 1960: Gold of the Seven Saints
- 1965: Marriage on the Rocks
- 1966: Alvarez Kelly
- 1966: The Professionals
- 1969: Topaz
- 1983: Scarface
- 1986: Blue City
- 1993: Bound by Honor

### Televisie
- 1957: Have Gun – Will Travel
- 1958: Maverick
- 1959: Rawhide
- 1960: 77 Sunset Strip
- 1961: The Rifleman
- 1963: The Fugitive
- 1965: Laredo
- 1965: Get Smart
- 1966: The Big Valley
- 1967: The Invaders
- 1967–1971: The High Chaparral
- 1969: Mission: Impossible
- 1971: Cannon
- 1971: Ironside
- 1975: Switch
- 1975: Kung Fu
- 1984: Simon & Simon
- 1986: Amazing Stories

- Biblioteca Nacional de España: XX4837558
- Library of Congress Control Number: no2019166361
- Virtual International Authority File: 100936626